# Yuika Mori
Yuika Mori (jap. 森 唯我, Mori Yuika; * 25. Januar 1988) ist eine japanische Langstreckenläuferin.
2014 wurde sie Zweite bei der japanischen Firmenmeisterschaft im 10-km-Straßenlauf und Achte über 3000 m beim Leichtathletik-Continentalcup in Marrakesch.
2015 siegte sie bei der japanischen Firmenmeisterschaft im 10-km-Straßenlauf.
Yuika Mori startet für das Team von Yamada Denki.

## Persönliche Bestzeiten
- 3000 m: 9:05,57 min, 8. Juli 2014, Cork
- 5000 m: 15:20,21 min, 2. Mai 2015, Palo Alto
- 10.000 m: 32:44,31 min,	3. Mai 2009, Fukuroi
- 10-km-Straßenlauf: 32:26 min, 15. Februar 2015, Yamaguchi